# Таушанжи, Константин Петрович
Константин Петрович Таушанжи (Konstantin Taushanji) — активист гагаузского национального движения, народный депутат Молдавии (1990—1993).
Родился 29 мая 1947 г. в с. Виноградовка Болградского района Одесской области Украинской ССР, гагауз (по отцу).
В 1966—1969 гг. служил в Военно-морском флоте СССР.
В 1974 г. с отличием окончил Одесский институт народного хозяйства.
В 1981—1987 гг. преподаватель там же.
В 1987 г. защитил кандидатскую диссертацию:
- Совершенствование организации сырьевой базы овощной консервной промышленности : На примере Измайловского консервного комбината : диссертация … кандидата экономических наук : 08.00.22. — Одесса, 1986. — 209 с. : ил.

В 1988–1989 гг. заведующий отделом экономики Молдавского института орошаемого земледелия.
С 1990 г. председатель Комратского райисполкома. В 1990—1993 гг. народный депутат Молдавской ССР, депутат Парламента Молдовы I созыва.
С 1995 по 1998 г. — депутат Народного Собрания Гагаузии.
С 1997 по 2004 г. — примар Комрата.
С 2004 года на преподавательской работе в Комратском университете.
Автор изданной в 2018 году книги об истории становлении Гагаузской автономии «Исповедь миротворца».
Награды: медаль «За трудовое отличие» — 1974 г.; медаль «Мeritul Civiс» (За гражданские заслуги) — 1993 г.; «Орден Республики» — 2010 г.; «Орден Гагауз Ери» — 2017 г.
Семья: жена Зинаида Дмитриевна, трое детей.